# Sensitive and Delicate
Sensitive and Delicate (1979) è il quinto album registrato in studio da Stephen Schlaks.

## Il Disco
L'album è una specie di concept album privo però di testi, in quanto completamente strumentale, che intende descrivere in musica un'immaginaria storia d'amore e passione, ambientata nei primi tre quarti di un novilunio: da qui i titoli di tre tracce in cui ricorre la parola luna (moon in lingua inglese). 
Anche in questo lavoro risulta fondamentale la collaborazione agli arrangiamenti e alla direzione d'orchestra da parte di Vince Tempera.

## Tracce
- Tutti i brani sono composti da Stephen Schlaks.

### Lato A
1. Openings - 3:14
2. Moon Tears - 5:36
3. Sensitive And Delicate - 4:25
4. Promises Of Moon Love - 2:47
5. Sara Love - 3:49

### Lato B
1. Mooncake La La - 5:11
2. Lakes - 3:31
3. Joseph Is Calling - 6:25
4. Closings - 3:52

## Musicisti
- Vince Tempera – arrangiamenti, direttore d'orchestra
- Fabiano Cosimo – basso elettrico
- Ellade Bandini – batteria
- Massimo Luca – chitarra elettrica, chitarra acustica
- Stephen Schlaks – direttore d'orchestra, produttore, cori, pianoforte, pianoforte elettrico, sintetizzatore (ARP Odyssey)

## Crediti tecnici
- Carlo "Michel" Assalini – ingegnere del suono (registrazione e missaggio)
- Registrato al General Recording Sound di Milano tra il settembre e l'ottobre del 1979[1].
- Missato agli Stone Castle Studios di Carimate (Como)[1].